# I'm Down
"I'm Down" é uma canção composta por Paul McCartney com colaboração de John Lennon creditada a Lennon/McCartney. Foi gravada pela banda britânica The Beatles e lançada em 1965 como lado B do compacto que tinha a canção Help! no lado A. Foi lançada também na versão brasileira do álbum Help!.

## Composição
Segundo o crítico Richie Unterberger do site Allmusic, "I'm Down" é "um dos rocks mais frenéticos do catálogo inteiro dos Beatles".  McCartney disse ao escritor Barry Miles que a música e seu estilo vocal da canção foram influenciados por Little Richard, "Eu costumava cantar as coisas dele, mas chegou a um ponto quando eu queria a minha própria canção, então eu escrevi '"I'm Down'".

## Ficha Técnica
- Paul McCartney – vocal principal, baixo.
- John Lennon – backing vocal, guitarra ritmica, órgão Vox Continental.
- George Harrison – backing vocal, guitarra solo.
- Ringo Starr – bateria, bongôs.

Ficha Técnica por Ian MacDonald.